# San Bernardo, Nariño
San Bernardo là một khu tự quản thuộc tỉnh Nariño, Colombia. Thủ phủ của khu tự quản San Bernardo đóng tại San Bernardo Khu tự quản San Bernardo có diện tích 70 ki lô mét vuông. Đến thời điểm ngày 28 tháng 5 năm 2005, khu tự quản San Bernardo có dân số 8995 người.